# Папа Александр VI представляет епископа Якопо Пезаро святому Петру
«Папа Александр VI представляет епископа Якопо Пезаро святому Петру» — картина итальянского живописца Тициана периода Высокого Возрождения, хранящаяся в Королевском музее изящных искусств в Антверпене.
Работа была заказана епископом Якопо Пезаро (р. 1460) в качестве ex-voto в честь победы венецианского флота, приведшей к отвоеванию Санта-Мауры (Лефкада) у турок в августе 1502 года, редкой победы в турецко-венецианской войне (1499—1503), которая завершилась в следующем году уступками Венеции, включая возвращение Санта-Мауры. Пезаро, член патрицианской семьи Пезаро, был назначен папой Александром VI папским легатом, командующим папским флотом в регионе, и епископом Пафоса на Кипре, который в то время входил в состав Венецианской республики.
Иногда считалось, что это самая ранняя картина Тициана, датируемая 1503 годом, но сейчас более вероятной представляется дата, близкая к 1510—1511 годам.

## Описание

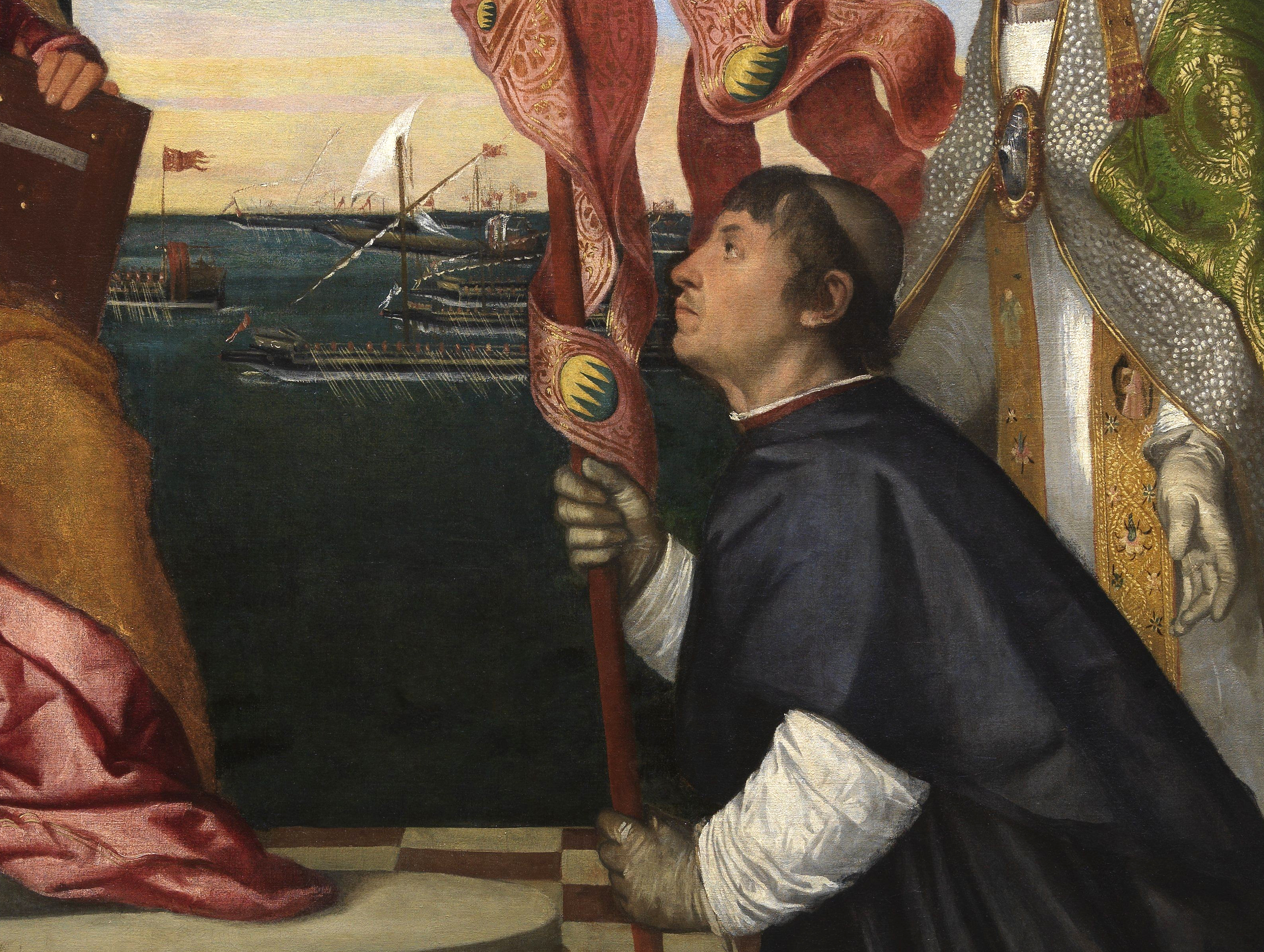
Деталь с изображением Пезаро и галер

Святой Пётр изображённый слева, держит в руках книгу и золотые и серебряные ключи на помосте под ним, который, соответственно, сделан из petra, то есть камня. Папа Александр VI, который был папой во время битвы, представляет ему коленопреклоненного Якопо Пезаро. Пезаро держит штандарт с гербом Александра. На каменном постаменте изображены скульптурные рельефы в античном стиле. Как и в аналогичных рельефах на более поздней картине «Любовь небесная и Любовь земная», их точная тематика ускользает от идентификации, но, возможно, изображены Венера и Купидон, что может быть просто намёком на Пафос, который во времена античности был священным местом для Венеры, или, как предполагают в Королевском музее, аллегорией, которая «демонстрирует, как Пезаро благодаря своей любви к Богу добился победы при Санта-Мауре».

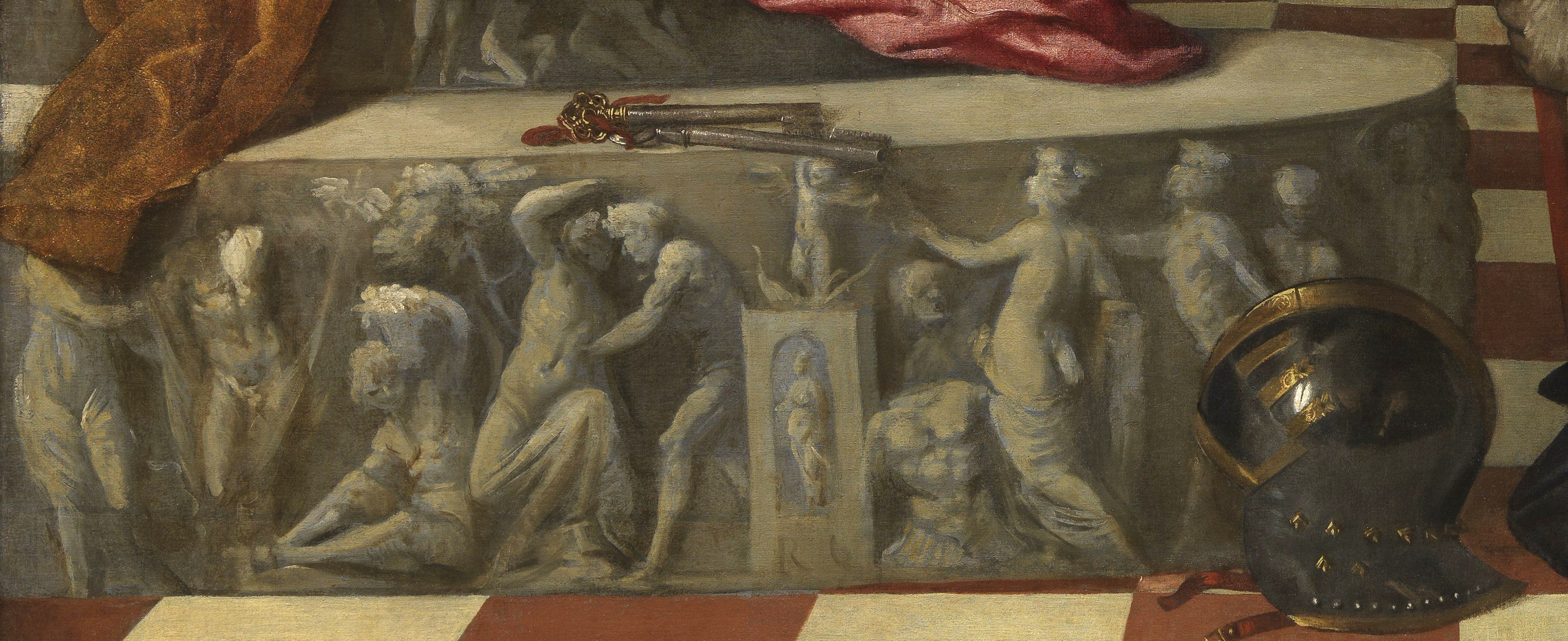
Деталь фриза и шлема

Пезаро снял шлем, который лежит рядом с помостом. Александр предоставил 13 галер для участия в военных действиях преимущественно венецианского флота, которым командовал Бенедетто Пезаро, двоюродный брат Якопо. Между головой Пезаро и Петра видны военные галеры, а справа от Александра — море вблизи города Лефкада, или, возможно, у Пафоса.
Помимо этих особенностей, композиция адаптирует обычную венецианскую формулу ex-voto, когда даритель представляется Деве Марии своим святым покровителем, особенно разработанную Джованни Беллини, в мастерской которого Тициан провёл некоторое время. По предположению искусствоведов Королевского музея изящных искусств Беллини разработал композицию картины, оставив исполнение Тициану. Несомненно, фигура святого сильно напоминает стиль Беллини, как и поза папы. Черты лица последнего, очевидно, были скопированы с медали или другого изображения, поэтому он выглядит гораздо менее живым, чем епископ, который, вероятно, был написан с натурщика.
Табличка в центре внизу — более позднее дополнение, на которой указан художник и объясняется сюжет (в весьма туманных выражениях): «Ritratto di uno di casa Pesaro in Venetia che fu fatto generale di S.ta Chiesa. Tiziano F.[ecit]» («Портрет одного из представителей венецианской семьи Пезаро, ставшего полководцем святой церкви. Сделал Тициан»).
Несмотря на некоторые недостатки картины, Пезаро, должно быть, был достаточно доволен, чтобы в 1518-19 годах поручить Тициану написать важный алтарный образ Пезаро, до сих пор находящийся в церкви Санта-Мария Глориоза деи Фрари, ключевое произведение в развитии художника, которое вновь посвящено его победе в 1502 году.

## Датировка
Традиционно картина датируется 1506—1511 годами, что делает её самой ранней из сохранившихся работ художника, которому тогда было менее двадцати лет по обычной датировке его рождения, не подтверждённой документами, а именно 1588—1590 годами. Однако датирование картины 1503 годом, означает, что художнику было 13 или 14 лет, кажется едва ли правдоподобным. Раннюю дату поддерживали Джованни Баттиста Кавальказелле, Адольфо Вентури и Гронау, против неё выступали Паллуккини, Роберто Лонги, Морасси и другие. Хуртик датирует её 1515 годом (предполагая участие в её написании Джованни Беллини), а Суида — между 1512 и 1520 годами. Рентгенография картины, однако, выявила однородную цветовую текстуру, что опровергает гипотезы о том, что это был набросок, доработанный со временем несколькими художниками.
Реставрация, проведенная незадолго до 2003 года, подтвердила, что она более близка к «монументальному стилю, который Тициан развивал около 1510—1511 годов».
Ряд исследователей утверждают, что она должна была быть заказана Пезаро сразу после битвы и до 1503 года, поскольку в том году умер папа Александр VI, и с тех пор ему было запрещено официально представлять свои изображения, своего рода damnatio memoriae. Однако Пезаро вернулся в Венецию только в 1506 году, и если запрет на изображения и коснулся Венеции, то вряд ли в 1508—1510 годах, когда Венеция и папство были по разные стороны в войне Камбрейской лиги. Хотя после смерти Александр был в целом «презираем», Пезаро остался верен памяти своего покровителя, и в его завещании от 1542 года были оставлены деньги на проведение месс за душу Александра.

## Провенанс
Картина принадлежала семье Пезаро до начала XVII века. Антонис ван Дейк сделал рисунок с неё в Венеции в 1623 году, что является самым ранним свидетельством о картине. Зафиксировано, что картина находилась в коллекции Карла I, у которого она была куплена в 1652 году для испанской королевской коллекции после его казни, которая передала её монастырю Сан-Паскуаль в Мадриде. В 1823 году она находилась в коллекции Вильгельма I, который передал её в музей.